# Луба-катанга
Луба-ката́нга (килуба, луба-шаба, центральный луба) — один из двух основных языков группы языков луба (языки банту). Распространён в провинции Катанга Демократической Республики Конго.
По классификации М. Гасри входит в зону L и имеет индекс L33.